# فهرست استانداران ایران در دولت ششم
این نوشتار، فهرست استانداران ایران در دولت ششم (۱۳۷۶–۱۳۷۲) به ریاست‌جمهوری اکبر هاشمی رفسنجانی است.

## فهرست
| استان               | استاندار  | استاندار                   | آغاز تصدی        | پایان تصدی       | منبع  |
| ------------------- | --------- | -------------------------- | ---------------- | ---------------- | ----- |
| آذربایجان شرقی      |           | علی عبدالعلی‌زاده           | از دولت قبلی     | ۱۶ شهریور ۱۳۷۶   |       |
| آذربایجان غربی      |           | قربانعلی سعادت             | از دولت قبلی     | ۱۶ مهر ۱۳۷۶      |       |
| اردبیل              |           | محمود احمدی‌نژاد            | ۱ آذر ۱۳۷۲       | ۲۰ مهر ۱۳۷۶      |       |
| اصفهان              |           | اسحاق جهانگیری             | از دولت قبلی     | ۲۹ مرداد ۱۳۷۶    |       |
| ایلام               |           | علی‌اکبر شعبانی‌فرد          | ۲۳ اسفند ۱۳۷۲    | ۲۰ مهر ۱۳۷۶      |       |
| بوشهر               |           | عبدالرحمان ندیمی           | از دولت قبلی     | ۱۶ مهر ۱۳۷۶      |       |
| تهران               |           | حسین طاهری                 | از دولت قبلی     | ۲۰ اردیبهشت ۱۳۷۳ |       |
| تهران               |           | سید محمدرضا رضازاده سرپرست | ۲۰ اردیبهشت ۱۳۷۳ | ۱۹ تیر ۱۳۷۳      | [ ۱ ] |
| تهران               |           | سید جلیل سیدزاده           | ۱۹ تیر ۱۳۷۳      | ۶ شهریور ۱۳۷۶    |       |
| چهارمحال و بختیاری  |           | سید علی نکویی              | از دولت قبلی     | ۲۳ تیر ۱۳۷۳      |       |
| چهارمحال و بختیاری  |           | نادر جلالی سرپرست          | ۲۳ تیر ۱۳۷۳      | ۵ مرداد ۱۳۷۳     | [ ۲ ] |
| چهارمحال و بختیاری  |           | عبدالله کوپایی             | ۵ مرداد ۱۳۷۳     | ۳ مرداد ۱۳۷۵     |       |
| چهارمحال و بختیاری  |           | علی مبینی                  | ۱۷ مرداد ۱۳۷۵    | ۳۰ مهر ۱۳۷۶      |       |
| خراسان              |           | سید اسماعیل مفیدی          | از دولت قبلی     | تیر ۱۳۷۵         |       |
| خراسان              |           | محمدرضا محسنی ثانی سرپرست  | تیر ۱۳۷۵         | ۳ مرداد ۱۳۷۵     |       |
| خراسان              |           | عبدالله کوپایی             | ۳ مرداد ۱۳۷۵     | ۱۹ بهمن ۱۳۷۶     |       |
| خوزستان             |           | مرتضی روزبه سرپرست         | شهریور ۱۳۷۲      | ۱۱ مهر ۱۳۷۲      |       |
| خوزستان             |           | محمدحسین مقیمی             | ۱۱ مهر ۱۳۷۲      | ۳۰ شهریور ۱۳۷۶   | [ ۳ ] |
| زنجان               |           | سید سجاد کاظمی             | از دولت قبلی     | ۱۶ مهر ۱۳۷۶      |       |
| سمنان               |           | سید حمید طهایی             | از دولت قبلی     | ۲۰ مهر ۱۳۷۶      |       |
| سیستان و بلوچستان   |           | محمود حجتی                 | از دولت قبلی     | شهریور ۱۳۷۳      |       |
| سیستان و بلوچستان   |           | وجیه‌الله آقاتقی سرپرست     | شهریور ۱۳۷۳      | ۲۸ دی ۱۳۷۳       |       |
| سیستان و بلوچستان   |           | علی‌بخش جهانبخش             | ۲۸ دی ۱۳۷۳       | ۲۰ مهر ۱۳۷۶      |       |
| فارس                |           | سید محمد جهرمی             | از دولت قبلی     | ۱۶ شهریور ۱۳۷۶   |       |
| قزوین               |           | مرتضی روزبه سرپرست         | تیر ۱۳۷۶         | ۱۶ شهریور ۱۳۷۶   | [ ۴ ] |
| قم                  |           | سید هاشم بنی‌هاشمی          | ۱۳۷۵             | ۱۹ بهمن ۱۳۷۶     |       |
| کردستان             |           | محمدرضا رحیمی              | ۱۴ مهر ۱۳۷۲      | ۲۳ شهریور ۱۳۷۶   |       |
| کرمان               |           | مسعود محمودی سرپرست        | ۱ اسفند ۱۳۷۲     | ۱۹ تیر ۱۳۷۳      | [ ۵ ] |
| کرمان               |           | مرتضی بانک                 | ۱۹ تیر ۱۳۷۳      | ۱۶ شهریور ۱۳۷۶   | [ ۶ ] |
| کرمانشاه            |           | غلامرضا صحرائیان           | از دولت قبلی     | شهریور ۱۳۷۶      |       |
| کهگیلویه و بویراحمد |           | احمد جمی سرپرست            | شهریور ۱۳۷۲      | ۲ آبان ۱۳۷۲      |       |
| کهگیلویه و بویراحمد |           | صمد رجاء                   | ۲ آبان ۱۳۷۲      | ۳۰ مهر ۱۳۷۶      |       |
| گیلان               |           | سید علی‌اکبر طاهایی         | از دولت قبلی     | ۱۹ بهمن ۱۳۷۶     |       |
| لرستان              |           | محمدجواد محمدی‌زاده         | ۸ دی ۱۳۷۲        | ۲۳ شهریور ۱۳۷۶   |       |
| مازندران            |           | علی‌اصغر گرانمایه‌پور        | ۱۶ آبان ۱۳۷۲     | ۲۳ شهریور ۱۳۷۶   |       |
| مرکزی               |           | مسعود سلطانی‌فر             | از دولت قبلی     | مرداد ۱۳۷۵       |       |
| مرکزی               |           | علی دانش منفرد             | ۱۷ مرداد ۱۳۷۵    | ۱۸ آبان ۱۳۷۶     |       |
| هرمزگان             |           | سید جلیل سیدزاده           | از دولت قبلی     | تیر ۱۳۷۳         |       |
| هرمزگان             |           | ؟ سرپرست                   | تیر ۱۳۷۳         | مرداد ۱۳۷۳       |       |
| هرمزگان             |           | غلامعباس زائری             | ۹ مرداد ۱۳۷۳     | ۳۰ مهر ۱۳۷۶      |       |
| همدان               |           | احمد خرم                   | از دولت قبلی     | ۱۶ مهر ۱۳۷۶      |       |
| یزد                 |           | غلامعلی سفید               | از دولت قبلی     | ۸ دی ۱۳۷۲        | [ ۷ ] |
| یزد                 | ۸ دی ۱۳۷۲ | غلامعلی سفید               | در دولت بعدی     | [ ۸ ]            |       |